# Denise Morel
Pour les articles homonymes, voir Morel.
Denise Morel-Ferla, née le 10 août 1946 à Sétif alors département français d'Algérie, est un écrivain et psychothérapeute français.
Auteur sous le nom de Denise Morel, puis Denise Morel-Ferla, elle publie essais, récits et romans. Son œuvre s'inscrit dans un questionnement sur l'être et ses marges. Membre du comité de rédaction de la revue Dialogue (A.F.C.C.C.), Denise Morel a écrit une quinzaine d'articles pour cette revue. 
Belfond, France-Empire, Dervy, Éditions universitaires, Gandini, Coop-Breizh, Diateino, Le Cerf, Edilivre, el Ibriz, ont publié des textes que Denise Morel-Ferla a écrits seule ou en collaboration.

## Biographie
Son enfance est marquée par son histoire familiale, la Guerre d'Algérie, puis son arrivée à Marseille en 1961.
Psychanalyste (École Psycho-Prat, Paris; Doctorat à l’Université Paris Descartes), elle obtient un master en littérature comparée à l’Université Paris X-Nanterre. Ses travaux de recherche cernent les mécanismes de la création : Processus créateurs dans les familles, Mythe de Babel comme archétype de l'acte créateur. Recherche comparative à partir des œuvres de Paul Auster et d'Anselm Kiefer.
Passionnée d'égyptologie, Denise Morel-Ferla s'initie à l'épigraphie égyptienne, et effectue plusieurs voyages en Égypte.
En collaboration avec Martine Feller, elle crée le «Tarot des Hiéroglyphes», jeu de cartes dessiné et peint à la main d'après les fresques d'origine. Ce jeu de tarot est complété par plusieurs livres expliquant de façon plus approfondie la signification des cartes et les différents tirages possibles: Tarot des hiéroglyphes, Energie des hiéroglyphes, Voyance et tarots, Avec Sekhmet.
Tout en se consacrant à l'écriture, sa passion, Denise Morel exerce comme psychothérapeute dans les Yvelines jusqu'à sa retraite. Elle anime des ateliers d'écriture à Versailles.
Son œuvre est un questionnement continuel sur le lien entre l'Homme et le monde. Dans tous ses écrits, Denise Morel célèbre la vie, tout en ayant une vive conscience que dans les marges se trouve le ressort de l’être. Ainsi, elle encourage chacun à intégrer ses contradictions, pour en faire le matériau d’une créativité unique.

## Œuvre
Essais
- Cancer et psychanalyse, Belfond, 1984
- Porter un talent, porter un symptôme : les familles créatrices, Éd. Universitaires, coll. Émergences, 1988
- Qui est vivant ?, Dervy, 1991
- Le pays de l'étrange  (coauteur : M. du Souchet Robert), Papyrus, 1994
- Célébration de l’écriture Éd. Cité de l’écriture, 1997
- Symboles & couleurs dans le Tarot des Hiéroglyphes (coauteur : M. Feller), Scriban, 2001
- Le Tarot des Hiéroglyphes (coauteur : M. Feller), Jeu de cartes et livre, Scriban, 2000.
- Les grands pharaons d'Égypte, Biotop, 2002
- Pour ne plus rester victime : comment guérir de ses peurs, Scriban, 2003
- Secrets d'écrivain – Petites fiches pour développer le style et le plaisir d’écrire, Diateino, 2003
- Cette année je me prends au mot et j'écris !, Diateino, 2004
- Avec Sekhmet - Médecine, Psychothérapie, Spiritualité, (pseudonyme : Diane Marnand), Scriban, 2004
- 12 étapes pour écrire votre livre : écriture et développement personnel, Scriban, 2005
- Énergie des hiéroglyphes, Scriban, 2005
- L'Animal medium, Edilivre, 2012
- Terre aimée, Algérie, El Ibriz, 2013
- Le Voyage des Mots, El ibriz, 2014
- Symphonie versaillaise, textes sur Versailles, écrits en atelier d'écriture, Scriban 2016
- Souffle divin (en attente d'éditeur), 2016
- Maître Alzheimer et les trous de mémoire, L'Harmattan, 2017
- Qui est Dieu ?, Les impliqués / L'Harmattan, Paris, 2018

Récits
- Les Enfants de Pitchipoï, (coauteur B. Pinta), France-Empire, 1994
- Sétif de ma jeunesse, Jean Gandini, 2001
- Denis, Voix multiples, sous la direction de Denise Morel, 2008
- Dialogue avec mon cancer, éd. du Cerf, 2011

Fictions et romans
- A l'aube, Éd. Cité de l’écriture, 1999
- Les brodeuses de l'histoire (coauteur : M.-F. Le Clainche), Coop Breizh, 2006
- Une Mère de papier, Scriban, 2007